# 여친, 빌리겠습니다
《여친, 빌리겠습니다》(彼女、お借りします 가노조 오카리시마스[*])는 미야지마 레이지에 의해 만들어진 일본의 만화이다. 《주간 소년 매거진》(코단샤)에서 2017년 32호부터 연재 중이다. 화수 카운트는 '만족도〇'. 약칭은 '카노카리'(かのかり). 2021년 12월 시점에서 시리즈 누계 발행 부수는 1000만 부를 돌파했다.
작가 미야지마가 직업으로서의 '렌탈 여친'을 알게 된 것을 계기로 만들어진 작품이며, 미야지마 자신도 실제로 렌탈 여친과의 데이트를 해, 그 경험을 작품에 반영시켰다. 작풍은 러브 코미디로, 대학생인 주인공이 연인 대행 서비스로 히로인을 렌탈한 것으로부터 전개된다.
2020년 6월 21일부터, 히로인 중 한 사람인 사쿠라사와 스미를 주인공으로 한 스핀오프 만화 《여친, 낯가립니다》(彼女、人見知ります)가 《매거진 포켓》에서 연재 되고 있다. 원작과 마찬가지로 미야지마가 집필하고 있다.
텔레비전 애니메이션은 마이니치 방송 등에서 2020년 7월 11일부터 9월 26일까지 1기, 2022년 7월 2일부터 9월 17일까지 2기로 방영했으며, 3기 제작이 결정되어, 2023년 7월부터 9월까지 방영되었다. 텔레비전 연속극으로도 만들어져 아사히 방송 등에서 10부작으로 방영했다.

## 줄거리
2017년, 대학생 키노시타 카즈야는 그녀에게 퇴짜 맞은 외로움 때문에 임대를 신청하고 만다. 나타난 렌탈녀 미즈하라 치즈루는 용모단려, 몸짓도 완벽하여 이상적인 그녀였다. 그러나 두 번째 데이트로, 카즈야는 스쳐간 화풀이를 반복해, 그녀의 분노는 폭발. 그 직후 카즈야의 조모인 와가 쓰러진다. 입원한 병원에 방문했을 때, 허세를 부리고, 카즈야는 치즈루를 여자친구로서 소개한다.훗날 가족에게는 거짓말을 정정해주겠다는 약속을 하고 헤어지지만, 대학에서 만나고 만다. 또 카즈야의 요청에 따라 렌탈여자친구로서 병원을 방문했을 때, 같은 병원에 입원해 있던 치즈루의 조모인 사유리와 마주친다.렌탈 여자친구가 있다는 것을 숨기기 위해 치즈루는 남자친구로서 카즈야를 소개해 버린다.
그 후, 전 여자친구의 나나미 마미에 의한 치즈루에의 질투나, 사라시나 루카를 임시로 그녀로 하는, 렌카노 사무소의 후배 사쿠라사와 스미와의 연습 데이트등을 통해서, 카즈야의 여성 관계는 소란스러워져 간다. 또, 치즈루와의 관계도 여름 이즈 여행이나 조모 관련 이벤트를 통해서 부절부절하며, 조금씩 둘의 거리가 좁혀지고 있다.
치즈루와의 합동 생일회에서 카즈야는 그녀와의 관계를 해소하려 하지만 사유리의 병세가 악화됐다는 소식을 듣고 병원으로 직행한다. 카즈야는 치즈루로부터 사유리의 병세가 매우 좋지 않다는 말을 듣고 진실을 알리려 하지만 치즈루로부터 거부당한다. 반면 치즈루는 사유리가 살아 있는 동안 영화 데뷔를 목표로 삼았으나 오디션에서 탈락하는 혹독한 현실로 절망한다. 그러나 카즈야는 치즈루를 위해 크라우드 펀딩(CAMPFIRE)에서 치즈루 주연의 영화를 만들 것을 제안한다.

## 등장인물

### 주요 인물
키노시타 카즈야(木ノ下 和也)
성우 - 호리에 슌/ 최재호
본작의 주인공. 네리마 대학 경영학과 재적. 연재 개시 때는 대학 1학년으로, 20세.생일은 6월 1일. 로얄힐즈 네리마의 203호실에 살고 있다.
처음 여친은 마미였지만, 불과 한 달 만에 그녀에게 이별을 통보받는다.외로움에 렌탈여친을 빌려 그곳에서 렌텔여친 미즈하라 치즈루를 처음 만난다. 이후 가족과 친구들 앞에서 치즈루를 자신의 여자친구라고 소개하면서 거짓 연인관계가 시작된다.
미즈하라 치즈루(水原 千鶴)
성우 - 아마미야 소라/ 이재현
본작의 메인 히로인. 네리마대학 문학부 재적. 나이는 카즈야보다 한 살 아래인 19세. 생일은 4월 19일. 키는 162.5cm. 도쿄 출신. 아스카야마키타고교 출신. 로얄힐즈 네리마의 204호실에 살고 있다.
렌탈여친 사무소 Diamond(다이아몬드)에 소속된 렌탈여친. 신인(프레시) 클래스에서는 No.1 인기의 기록 보유자이며, 리뷰도 별 5개(만점)뿐이다. 나중에 레귤러 클래스로 승격한다. 미즈하라 치즈루는 렌탈여친으로서의 이름으로, 본명은 이치노세 치즈루(一ノ瀬ちづる).
카즈야가 진짜 여친이라고 거짓말을 해서 친구나 가족에게 소개되어 버렸기 때문에, 부득이하게 그 거짓말에 따라 사귀고 있다.
렌탈여친과 프라이비트에서는, 복장이나 행동을 바꾸고 있어 대학에서는 렌탈여친인 것은 숨기고 있다.
카즈야는 렌탈여친을 통해 알게 된 후 이웃집인 것을 알게 된다.
나나미 마미(七海 麻美)
성우 - 유우키 아오이/ 안소이
생일은 11월 13일이고 키는 158cm. 카즈야의 전 여자친구. 네리마 대학 재적, 독일어 전공. 사사노와 같은 테니스 동아리에 소속되어 있다. 남동생이 있다. 도쿄 출신.
카즈야와 1개월 사귀고 있었지만, 카즈야에게 이별을 통보한다. 본인은 누구라도 좋았기 때문에 특별히 카즈야에게 마음이 가는 것은 아니었다.
사라시나 루카(更科 瑠夏)
성우 - 토야마 나오/ 임화영
짧은 머리에 리본이 특징인 소녀. 생일은 8월 26일. 키는 153cm로 작지만 거유. 도쿄 출신. 쿠리바야시의 여친으로서 등장했지만, 실제로는 렌탈여친 사무소 메이플에 소속된 렌탈여친. 렌탈여친으로서의 이름은 更科るか(읽는 법은 같다).
선천성 느린맥을 앓고 있으며, 1분간의 심박수가 60 전후로 보통 사람보다 적다. 그래서 어린 시절은 격렬한 운동과 흥분으로 현기증이나 호흡 곤란을 일으켰다. 흥분하는 일이 그다지 할 수 없기 때문에, 다른 사람보다 두근 두근을 경험하지 않은 자신을 신경쓰게 되어, '사랑'이라면 두근두근 할 수 있다고 생각해, 렌탈여친의 일을 시작한다.
사쿠라사와 스미(桜沢 墨)
성우 - 타카하시 리에/ 임화영
다이아몬드에 소속된 렌탈여친. 치즈루의 후배.나이는 치즈루와 동갑. 생일은 3월 20일. 키는 156cm. 후로노미즈 여자대학 1학년. 연분홍색 머리와 약간 굵은 눈썹이 특징. 아이돌이 되고 싶다는 꿈이 있다. 이바라키 출신.
일본사를 좋아하고 커뮤니케이션에 약하다. 극도의 낯가림으로 대화도 남지 않고 자신을 바꾸기 위해 렌탈여친의 일을 시작했다. 그러나, 성격때문에 손님으로부터 불만이 나올 정도로, 치즈루의 부탁으로 카즈야와 연습 데이트를 한다.

### 주요 인물의 관계자
야에모리 미니
성우 - 세리자와 유/ 정정아
첫 등장 때는 네리마 대학 1학년으로 카즈야와 치즈루의 1년 아래 후배. 생일은 4월 8일. 덧니가 특징인 소녀. 어미에 '슷스'를 붙여 말한다. 카즈야가 크라우드펀딩을 하기 약 2주 전 로얄힐즈 네리마의 202호실로 이사왔다.
키베 요시아키(木部 芳秋)
성우 - 아카사카 마사유키
카즈야의 친구이자 초등학교 때부터 소꿉친구.
쿠리바야시 슌(栗林 駿)
성우 - 카지와라 가쿠토
카즈야의 친구. 네리마 대학 경영학과 재적.
사사노 타케시(笹野 たけし)
성우 - 요시노 타카히로
카즈야 선배. 테니스 동아리 소속.
나카노 우미(中野 海)
성우 - 이시카와 카이토
치즈루의 액터스 스쿨 동기이자 배우 동료.
시오리(汐織)
성우 - 오구라 유이
성은 불명. 무대 배우인 소녀. 치즈루를 '치짱'이라고 부른다.
우시이데 히로시(牛出 博)
성우 - 조자 쇼마루
카즈야의 아르바이트 장소인 노래방의 점장.
키노시타 나고미(木ノ下 和)
성우 - 노자와 유카리
카즈야의 친할머니.
키노시타 카즈오(木ノ下 和男)
성우 - 산페이 유우키
카즈야의 아버지.
이치노세 사유리(一ノ瀬 小百合)
성우 - 사다오카 사유리
치즈루의 할머니.
이치노세 카츠히토(一ノ瀬 勝人)
성우 - 나카오 류세이
치즈루의 할아버지

## 서지 정보
- 미야지마 레이지 《여친, 빌리겠습니다》 코단샤 〈코단샤 코믹스〉[8]
  1. 2017년 10월 17일 발매, ISBN 978-4-06-510221-3
  2. 2017년 12월 15일 발매, ISBN 978-4-06-510580-1
  3. 2018년 2월 16일 발매, ISBN 978-4-06-510970-0
  4. 2018년 4월 17일 발매, ISBN 978-4-06-511207-6
  5. 2018년 6월 15일 발매, ISBN 978-4-06-511621-0
  6. 2018년 9월 14일 발매, ISBN 978-4-06-512239-6
  7. 2018년 11월 16일 발매, ISBN 978-4-06-512994-4
  8. 2019년 1월 17일 발매, ISBN 978-4-06-513937-0
  9. 2019년 3월 15일 발매, ISBN 978-4-06-514446-6
  10. 2019년 5월 17일 발매, ISBN 978-4-06-515139-6
  11. 2019년 8월 16일 발매, ISBN 978-4-06-515727-5
  12. 2019년 10월 17일 발매, ISBN 978-4-06-517162-2
  13. 2019년 12월 17일 발매, ISBN 978-4-06-517546-0
  14. 2020년 3월 17일 발매, ISBN 978-4-06-518556-8
  15. 2020년 6월 17일 발매, ISBN 978-4-06-519178-1
  16. 2020년 8월 17일 발매, ISBN 978-4-06-520332-3
  17. 2020년 9월 17일 발매, ISBN 978-4-06-520600-3
  18. 2020년 11월 17일 발매, ISBN 978-4-06-521253-0
  19. 2021년 2월 17일 발매, ISBN 978-4-06-521641-5
  20. 2021년 4월 16일 발매, ISBN 978-4-06-522978-1
  21. 2021년 6월 17일 발매, ISBN 978-4-06-523582-9
  22. 2021년 8월 17일 발매, ISBN 978-4-06-524487-6
  23. 2021년 10월 15일 발매, ISBN 978-4-06-525140-9
  24. 2021년 12월 17일 발매, ISBN 978-4-06-526285-6
  25. 2022년 2월 17일 발매, ISBN 978-4-06-526894-0
  26. 2022년 5월 17일 발매, ISBN 978-4-06-527923-6
  27. 2022년 7월 15일 발매, ISBN 978-4-06-528497-1
  28. 2022년 9월 16일 발매, ISBN 978-4-06-529128-3
  29. 2022년 12월 16일 발매, ISBN 978-4-06-529936-4
  30. 2023년 2월 17일 발매, ISBN 978-4-06-530643-7
  31. 2023년 5월 17일 발매, ISBN 978-4-06-531573-6
  32. 2023년 7월 14일 발매, ISBN 978-4-06-532184-3
  33. 2023년 9월 14일 발매, ISBN 978-4-06-532893-4
  34. 2023년 11월 16일 발매, ISBN 978-4-06-533553-6

## TV 애니메이션
2020년 7월부터 9월까지 마이니치 방송·TBS 계열 "슈퍼 아니메이즘" 틀에서 제1기가 방송되었다. 당초에 "아니메이즘" 틀에서의 방송 예정이었지만, 본래의 방송 예정 작품이었던 《하이큐!! TO THE TOP》(제2쿨)의 신종 코로나 바이러스의 영향으로 방송 연기되어, 전국 넷 틀인 "슈퍼 아니메이즘" 틀에의 방송 확대가 되었다.
제2기는 제1기의 최종회 방송 후에 제작이 발표되어, 2022년 7월부터 9월까지 제1기와 같은 틀에서 방송되었다.
제3기는 제2기의 최종회 방송 후에 제작이 발표되어, 2023년 7월부터 9월까지 방송되었다.

### 스태프
|                           | 제1기                              | 제2기                                             | 제3기                                             |
| ------------------------- | ---------------------------------- | ------------------------------------------------- | ------------------------------------------------- |
| 원작                      | 미야지마 레이지                    | 미야지마 레이지                                   | 미야지마 레이지                                   |
| 감독                      | 코가 카즈오미                      | 코가 카즈오미                                     | 우네 신야                                         |
| 시리즈 구성               | 히로타 미츠타카                    | 히로타 미츠타카                                   | 히로타 미츠타카                                   |
| 캐릭터 디자인 총작화 감독 | 히라야마 칸나                      | 히라야마 칸나                                     | 히라야마 칸나                                     |
| 프롭 디자인               | 히라야마 칸나                      | 히라야마 칸나                                     | 히라야마 칸나                                     |
| 프롭 디자인               | 빈칸                               | 타나자와 타카시                                   | 타나자와 타카시                                   |
| 메카 디자인               | 타나자와 타카시                    | 빈칸                                              | 빈칸                                              |
| 미술 감독                 | 아키바 미노루                      | 아키바 미노루                                     | 아키바 미노루                                     |
| 색채 설계                 | 이시구로 후미코                    | 이시구로 후미코                                   | 이시구로 후미코                                   |
| 촬영 감독                 | 사카이 신타로                      | 사카이 신타로                                     | 사카이 신타로                                     |
| 편집                      | 나카바 유미코                      | 나카바 유미코                                     | 나카바 유미코                                     |
| 음향 감독                 | 타카쿠와 하지메                    | 타카쿠와 하지메                                   | 타카쿠와 하지메                                   |
| 음악                      | 햐다인                             | 햐다인                                            | 햐다인                                            |
| 음악                      | 이타가키 유스케, 오오타케 토모유키 |                                                   |                                                   |
| 음악                      | 빈칸                               | 빈칸                                              | 츠카다 타다아키                                   |
| 음악 프로듀서             | 사카이 코헤이                      | 빈칸                                              | 빈칸                                              |
| 음악 제작                 | DMM music                          | DMM music                                         | DMM music                                         |
| 치프 프로듀서             | 카와조에 치요 마에다 토시히로      | 사와다 아이리 후루카와 신 아오이 히로유키         | 야마다 노보루 아오이 히로유키                     |
| 프로듀서                  | 테라오 유리                        | 테라오 유리                                       | 테라오 유리                                       |
| 프로듀서                  | 사와다 아이리 아오이 히로유키      | 카키자키 타이키 타치바나 츠토무 야마자키 히로아키 | 카키자키 타이키 타치바나 츠토무 야마자키 히로아키 |
| 애니메이션 프로듀서       | 야마카와 타케시                    | 야마카와 타케시                                   | 야마카와 타케시                                   |
| 애니메이션 프로듀서       | 마츠자키 요시유키                  | 쿠마가이 유야                                     | 마츠자키 요시유키                                 |
| 애니메이션 제작           | TMS 엔터테인먼트                   | TMS 엔터테인먼트                                  | TMS 엔터테인먼트                                  |
| 애니메이션 제작 협력      | STUDIO COMET                       | STUDIO COMET                                      | STUDIO COMET                                      |
| 제작                      | 「여친, 빌리겠습니다」 제작위원회  | 「여친, 빌리겠습니다」 제작위원회                 | 「여친, 빌리겠습니다」 제작위원회                 |

### 주제가
센티미터(センチメートル)
the peggies에 의한 제1기 오프닝 테마와 제2기 제1화 삽입곡. 작사·작곡은 키타자와 유호, 편곡은 에구치 료.
고백 번지 점프(告白バンジージャンプ)
halca에 의한 제1기 엔딩 테마. 작사·작곡은 마에야마다 켄이치, 편곡은 이타가키 유스케.
FIRST DROP
halca에 의한 제1기 제7화 삽입곡. 작사·작곡은 미야지마 쥰코, 편곡은 미야지마 쥰코.
君を通して
아마미야 소라에 의한 제1기 제12화 삽입곡. 작사는 하야마시, 작곡·편곡은 미야카와 마로.
말할 수 없는 사랑의 마음(ヒミツ恋ゴコロ)
CHiCO with HoneyWorks에 의한 제2기 오프닝 테마. 작사·작곡·편곡은 MIMiNARI.
말할 수 없어 feat.asmi(言えない feat.asmi)
MIMiNARI에 의한 제2기 엔딩 테마. 작사·작곡·편곡은 MIMiNARI.
まみラップ
나나미 마미(유우키 아오이)에 의한 제2기 제7화 삽입곡. 작사는 미야지마 레이지, 작곡은 마에야마다 켄이치, 편곡은 오오타케 토모유키.
DATE
미즈하라 치즈루(아마미야 소라)에 의한 제2기 제8화 삽입곡. 작사는 미야지마 레이지, 작곡은 마에야마다 켄이치, 편곡은 오오타케 토모유키.
彼女宣言
사라시나 루카(토야마 나오)에 의한 제2기 제9화 삽입곡. 작사는 미야지마 레이지, 작곡은 마에야마다 켄이치, 편곡은 미요시 케이타.
桜selfish
사쿠라사와 스미(타카하시 리에)에 의한 제2기 제11화 엔딩 테마. 작사는 미야지마 레이지, 작곡은 마에야마다 켄이치, 편곡은 오오타케 토모유키.
Favorite Lover
미즈하라 치즈루(아마미야 소라), 나나미 마미(유우키 아오이), 사라시나 루카(토야마 나오), 사쿠라사와 스미(타카하시 리에)에 의한 제2기 제12화 엔딩 테마. 작사는 미야지마 레이지, 작곡은 마에야마다 켄이치, 편곡은 이타가키 유스케.
연애mm 필름(恋愛ミリフィルム)
halca에 의한 제3기 오프닝 테마. 작사·작곡은 키타자와 유우호, 편곡은 에구치 료.
엔딩 크레딧(エンドロール)
Amber's에 의한 제3기 엔딩 테마. 작사는 토요시마 코우키, 작곡은 Amber's, 편곡은 Amber's, 나라 유키. 제3기 제8화와 제9화는 엔딩 크레딧 (Ballad Version)(エンドロール (Ballad Version)).

### 방영 목록
| 화수     | 제목                                | 각본            | 그림 콘티         | 연출                                  | 작화 감독 | 총작화 감독   | 방송일          |
| 제1기    | 제1기                               | 제1기           | 제1기             | 제1기                                 | 제1기 | 제1기         | 제1기           |
| -------- | ----------------------------------- | --------------- | ----------------- | ------------------------------------- | --- | ------------- | --------------- |
| 만족도1  | レンタル彼女 렌탈 여친              | 히로타 미츠타카 | 코가 카즈오미     | 우에노 후미히로                       | 히라야마 칸나 카와모토 레오 토키야 요시노리 | 히라야마 칸나 | 2020년 7월 11일 |
| 만족도2  | 元カノと彼女 전 여친과 여친         | 히로타 미츠타카 | 나카니시 모토키   | 타나자와 타카시                       | 사토 아스카 이시모토 에이지 카토 소우 호리우치 유우 타니구치 시게노리                                                                             | 히라야마 칸나 | 7월 18일        |
| 만족도3  | 海と彼女 바다와 여친                | 히로타 미츠타카 | 쿠즈야 나오유키   | 야마다 타쿠                           | 유후 쿄코 히라야마 칸나 노모토 마사유키 토키야 요시노리 카사하라 요시히로 카토 소우                                                               | 히라야마 칸나 | 7월 25일        |
| 만족도4  | 友達と彼女 친구와 여친              | 히로타 미츠타카 | 오오조라 마사키   | 야마다 아키라                         | 모리마에 카즈야 이카이 카즈유키 켄모츠 케빈 유타 코시이시 사토루 타카하시 마호                                                                    | 히라야마 칸나 | 8월 1일         |
| 만족도5  | 温泉と彼女 온천과 여친              | 츠보타 후미     | 쿠즈야 나오유키   | 야마다 타쿠                           | 타니자와 야스시 하나부사 야스타카 | 히라야마 칸나 | 8월 8일         |
| 만족도6  | 彼女と彼女 여친과 여친              | 우에하라 리에   | 오오조라 마사키   | 우네 신야                             | 카토 소우 이이다 키요타카 | 히라야마 칸나 | 8월 15일        |
| 만족도7  | 仮カノと彼女 가짜 여친과 여친       | 히로타 미츠타카 | 쿠즈야 나오유키   | 코가 카즈오미                         | 야마모토 신지 타무라 카즈히코 히라야마 칸나 유후 쿄코 사토 아스카 카와조에 마리코 이시모토 에이지 이즈미 아키히로 노모토 마사유키 토키야 요시노리 | 히라야마 칸나 | 8월 22일        |
| 만족도8  | クリスマスと彼女 크리스마스와 여친  | 츠보타 후미     | 쿠즈야 나오유키   | 카도타 히데히코                       | 타니자와 야스시 하나부사 야스타카 나이토 케이 | 히라야마 칸나 | 8월 29일        |
| 만족도9  | 嘘と彼女 거짓말과 여친              | 히로타 미츠타카 | 오오조라 마사키   | 쿠즈야 나오유키                       | 스즈키 히카루 카토 소우 타카하시 아츠코 | 히라야마 칸나 | 9월 5일         |
| 만족도10 | 友達と彼女 친구의 여친              | 우에하라 리에   | 쿠즈야 나오유키   | 타나자와 타카시 키무라 요시츠구       | 타카하시 마호 모리마에 카즈야 이와타 류지 켄모츠 케빈 유타 후타후사 이카이 카즈유키 후지타 마사유키                                               | 히라야마 칸나 | 9월 12일        |
| 만족도11 | 真実と彼女 진실과 여친              | 우에하라 리에   | 야마사키 오사무   | 야마다 타쿠                           | 타니자와 야스시 하나부사 야스타카 나이토 케이 후쿠야마 타카히토                                                                                   | 히라야마 칸나 | 9월 19일        |
| 만족도12 | 告白と彼女 고백과 여친              | 히로타 미츠타카 | 코가 카즈오미     | 코가 카즈오미                         | 노모토 마사유키 이이다 키요타카 카토 소우 토키야 요시노리 우쿨레레 젠지로 타카하시 아츠코 히라야마 칸나                                           | 히라야마 칸나 | 9월 26일        |
| 제2기    |                                     |                 |                   |                                       | |               |                 |
| 만족도13 | 夢と彼女 꿈과 여친                  | 히로타 미츠타카 | 코가 카즈오미     | 코가 카즈오미                         | 노모토 마사유키 이이다 키요타카 모리마에 카즈야 토쿠나가 사야카                                                                                   | 히라야마 칸나 | 2022년 7월 2일  |
| 만족도14 | いつもの彼女 평소대로의 여친        | 히로타 미츠타카 | 스즈키 쿄헤이     | 스즈키 쿄헤이                         | 사토 테츠야 하세가와 케이 카토 소 스즈키 히카루                                                                                                   | 히라야마 칸나 | 7월 9일         |
| 만족도15 | 再来の彼女 다시 온 여친             | 우에하라 리에   | 쿠즈야 나오유키   | 키무라 요시츠구                       | 아베 유카 카라타니 아야코 | 히라야마 칸나 | 7월 16일        |
| 만족도16 | 夜と彼女 밤과 여친                  | 우에하라 리에   | 쿠즈야 나오유키   | 마에조노 후미오                       | 나가사카 아야코 | 히라야마 칸나 | 7월 23일        |
| 만족도17 | 誕生日と彼女 생일과 여친            | 우에하라 리에   | 우네 신야         | 우네 신야                             | 토키야 요시노리 이이다 키요타카 스즈키 히카루 토쿠나가 사야카                                                                                     | 히라야마 칸나 | 7월 30일        |
| 만족도18 | 酒と彼女 술과 여친                  | 히로타 미츠타카 | 오오조라 마사키   | 모리타 유키                           | 카타오카 에미코 모리 에츠히토 후지타 마사유키 | 히라야마 칸나 | 8월 6일         |
| 만족도19 | 元カノとカノジョ 전 여친과 여친     | 우에하라 리에   | 쿠즈야 나오유키   | 안도 켄 마에조노 후미오               | 사토 테츠야 하세가와 케이 나가사카 아야코 | 히라야마 칸나 | 8월 13일        |
| 만족도20 | 青春と彼女 청춘과 여친              | 우에하라 리에   | 코가 카즈오미     | 이와다레 미즈키                       | 미츠하시 사쿠라코 오오노 츠토무 후쿠나가 토모코 타테자키 히로시 코쿠요쿠 효란 Calvin Zhong 야마무라 토시유키                                      | 히라야마 칸나 | 8월 20일        |
| 만족도21 | キスと彼女 키스와 여친              | 츠보타 후미     | 후카야 유리카     | 후카야 유리카                         | 카토 소 노모토 마사유키 토키야 요시노리 토쿠나가 사야카                                                                                           | 히라야마 칸나 | 8월 27일        |
| 만족도22 | 指輪と彼女 반지와 여친              | 츠보타 후미     | 쿠즈야 나오유키   | 야마나카 슈토 우네 신야 후카야 유리카 | 스즈키 히카루 카토 소 허혜정 | 히라야마 칸나 | 9월 3일         |
| 만족도23 | お饗しと彼女 대접과 여친            | 츠보타 후미     | 오오조라 마사키   | 마에조노 후미오                       | 나가사카 아야코 오노 히로미 나이토 케이 | 히라야마 칸나 | 9월 10일        |
| 만족도24 | 彼女と俺 여친과 나                  | 히로타 미츠타카 | 코가 카즈오미     | 코가 카즈오미                         | 카토 소 스즈키 히카루 노모토 마사유키 박미현 | 히라야마 칸나 | 9월 17일        |
| 제3기    |                                     |                 |                   |                                       | |               |                 |
| 만족도25 | 手料理と彼女 요리와 여친            | 히로타 미츠타카 | 우네 신야         | 우네 신야                             | 아네사키 사야카 토키야 요시노리 이이다 키요타카 노모토 마사유키                                                                                   | 스즈키 히카루 | 2023년 7월 8일  |
| 만족도26 | 隣室の彼女 옆집의 여친              | 히로타 미츠타카 | 우네 신야         | 마노 아키라                           | 나가사카 아야코 히키 마사시 | 오노 히로미   | 7월 15일        |
| 만족도27 | 経験者と彼女 경험자와 여친          | 히로타 미츠타카 | 이와오카 유메코   | 스즈키 쿄헤이                         | 아네사키 사야카 토키야 요시노리 나카노 아키코 | 스즈키 히카루 | 7월 22일        |
| 만족도28 | 最終日と彼女 마지막 날과 여친       | 히로타 미츠타카 | 오오하타 코이치   | 니시무라 타이키                       | 타케구치 켄지 권용상 耿松 | 오노 히로미   | 7월 29일        |
| 만족도29 | 撮影と彼女 촬영과 여친              | 우에하라 리에   | 타카야나기 테츠시 | 하자마다 요리히데                     | 이이다 키요타카 타카노 유키 趙小川 徐超 陳玲玲 姜海華                                                                                             | 스즈키 히카루 | 8월 5일         |
| 만족도30 | ラストシーンと彼女 라스트 신과 여친 | 히로타 미츠타카 | 오오하타 코이치   | 마노 아키라                           | 나가사카 아야코 히키 마사시 | 오노 히로미   | 8월 12일        |
| 만족도31 | 和也と彼女 카즈야와 여친            | 우에하라 리에   | 스즈키 쿄헤이     | 스즈키 쿄헤이 쿠즈야 나오유키         | 아네사키 사야카 토키야 요시노리 나카노 아키코 | 스즈키 히카루 | 8월 19일        |
| 만족도32 | 家族と彼女 가족과 여친              | 우에하라 리에   | 오오조라 마사키   | 카도타 히데히코                       | 타니자와 야스시 타케구치 켄지 권용상 耿松 | 오노 히로미   | 9월 2일         |
| 만족도33 | お別れと彼女 이별과 여친            | 히로타 미츠타카 | 오오조라 마사키   | 마노 아키라                           | 나가사카 아야코 히키 마사시 | 오노 히로미   | 9월 9일         |
| 만족도34 | 突発旅行と彼女 즉흥 여행과 여친     | 히로타 미츠타카 | 타카야나기 테츠시 | 타카바야시 히사야                     | 나카노 아키코 趙小川 徐超 陳玲玲 姜海華 | 스즈키 히카루 | 9월 16일        |
| 만족도35 | 彼女と彼氏 여친과 남친              | 히로타 미츠타카 | 오오하타 코이치   | 마노 아키라                           | 타니자와 야스시 타케구치 켄지 권용상 马兰 | 오노 히로미   | 9월 23일        |
| 만족도36 | 理想の彼女と彼女 이상의 여친과 여친 | 히로타 미츠타카 | 우네 신야         | 우네 신야                             | 카토 소 토키야 요시노리 이이다 키요타카 | 스즈키 히카루 | 9월 30일        |

### 내용주
1. ↑  제1기는 스태프 크레딧만
2. ↑  DMM pictures, 코단샤, MBS

### 참조주
1. ↑  “「AKB49」宮島礼吏が描く、“レンタル”から始まるラブコメディ始動”. 《코믹 나탈리》. 나타샤. 2017년 7월 12일. 2019년 8월 16일에 확인함.
2. ↑  “「彼女、お借りします」の最高シーン続々! 「#かのかり俺ベスト」で画面が「可愛い」だらけ!”. 《마가포케베이스》. 코단샤. 2020년 8월 28일. 2020년 11월 17일에 확인함.
3. ↑  宮島礼吏 Reiji Miyajima [Miyajimareiji] (2021년 12월 8일). “Yahooニュースさん!有り難や☺️ 「彼女、お借りします」シリーズ累計1000万部突破　水原千鶴の記念イラストが「美しい…」(ENCOUNT) #Yahooニュース” (트윗). 2022년 5월 13일에 확인함.
4. ↑  단행본 5권 후기에서.
5. ↑  “レンタル彼女PREMIUM【東京】”. 《レンタル彼女PREMIUM【東京】》 (일본어). 2017년 10월 18일. 2020년 4월 29일에 확인함.
6. ↑  宮島礼吏 Reiji Miyajima [Miyajimareiji] (2020년 6월 14일). “かのかり公式スピンオフ漫画 その名も「彼女、人見知ります」 始まります!! 主人公は墨ちゃん! 6／21マガポケ配信スタートです!!” (트윗). 2022년 5월 16일에 확인함.
7. 1 2 3 4 5 6  “週刊少年マガジン連載『彼女、お借りします』2020年7月よりTVアニメ化決定!　出演声優は雨宮天さん・悠木碧さん・東山奈央さん・高橋李依さん・堀江瞬さん”. 《애니메이트 타임즈》. 애니메이트. 2019년 12월 15일. 2019년 12월 15일에 확인함.
8. ↑  “『彼女、お借りします』（宮島礼吏）：既刊一覧”. 《講談社コミックプラス》. 講談社. 2023년 9월 14일에 확인함.
9. ↑  “放送局が解禁!MBS・TBS・BS-TBS“アニメイズム”枠にて放送!”. 《TVアニメ『彼女、お借りします』第2期公式サイト》. 2020년 3월 1일. 2020년 5월 24일에 확인함.
10. ↑  “放送情報&キービジュアルを公開!”. 《TVアニメ『彼女、お借りします』第2期公式サイト》. 2020년 3월 1일. 2020년 5월 24일에 확인함.
11. ↑  “TVアニメ第2期制作決定!録り下ろしボイスと共に記念イラストを公開!!”. 《TVアニメ『彼女、お借りします』公式サイト》. 2020년 9월 26일. 2020년 9월 26일에 확인함.
12. ↑  “桜沢墨の第2期デートビジュアルを公開!放送局がMBS・TBS系全国28局ネット “スーパーアニメイズム”枠に決定!”. 《TVアニメ『彼女、お借りします』第2期公式サイト》. 2022년 3월 20일. 2022년 3월 20일에 확인함.
13. ↑  “「かのかり」2期の放送日明らかに、千鶴のデートビジュアルとキャラPVも到着”. 《코믹 나탈리》. 나타샤. 2022년 5월 14일. 2022년 5월 14일에 확인함.
14. ↑  “TVアニメ第3期の制作が決定！「特報映像」を公開！！”. 《TVアニメ『彼女、お借りします』第2期公式サイト》. 2022년 9월 17일. 2022년 9월 17일에 확인함.
15. ↑  “アニメ『彼女、お借りします』第3期が制作決定！ 声優陣出演のスペシャルイベントも開催”. 《PASH! PLUS》. 2022년 9월 17일. 2022년 9월 17일에 확인함.
16. ↑  “2023年7月より放送開始！第3期のティザービジュアルを公開！”. 《TVアニメ『彼女、お借りします』第3期公式サイト》. 2023년 2월 16일. 2023년 2월 17일에 확인함.
17. ↑  “「彼女、お借りします」本PV公開、千鶴との出会いをきっかけに物語が動き出す”. 《코믹 나탈리》. 나타샤. 2020년 6월 7일. 2020년 6월 7일에 확인함.
18. ↑  “TVアニメ『彼女、お借りします』第2期は7月より放送スタート!　原作・宮島礼吏先生描き下ろしの第2期記念色紙やボイス入りティザーPV公開”. 《애니메이트 타임즈》. 애니메이트. 2022년 1월 14일. 2022년 1월 14일에 확인함.
19. ↑  “『彼女、お借りします』第3期×『てんぷる』コラボビジュアル公開！　コラボミニアニメも公開予定”. 《アニメイトタイムズ》. 2023년 7월 8일. 2023년 7월 15일에 확인함.
20. 1 2 3  “MUSIC”. 《TVアニメ『彼女、お借りします』公式サイト》. 2022년 9월 20일에 확인함.
21. ↑  “オープニング主題歌｜MUSIC”. 《TVアニメ『彼女、お借りします』第2期公式サイト》. 2022년 9월 20일에 확인함.
22. ↑  “エンディング主題歌｜MUSIC”. 《TVアニメ『彼女、お借りします』第2期公式サイト》. 2022년 9월 20일에 확인함.
23. ↑  《TVアニメ「彼女、お借りします」七海麻美キャラクターソング『まみラップ』スペシャルPV》. 《DMM pictures》. 2020년 11월 11일.
24. ↑  《TVアニメ「彼女、お借りします」水原千鶴キャラクターソング『DATE』スペシャルPV》. 《DMM pictures》. 2020년 9월 16일.
25. ↑  《TVアニメ「彼女、お借りします」更科瑠夏キャラクターソング『彼女宣言』スペシャルPV》. 《DMM pictures》. 2020년 12월 23일.
26. ↑  《TVアニメ「彼女、お借りします」桜沢墨キャラクターソング『桜selfish』スペシャルPV》. 《DMM pictures》. 2020년 12월 23일.
27. ↑  “彼女、お借りします Blu-ray vol.1”. 《TVアニメ『彼女、お借りします』第1期公式サイト》. 2022년 9월 20일에 확인함.
28. 1 2  “MUSIC”. 《TVアニメ『彼女、お借りします』第3期公式サイト》. 2023년 6월 29일에 확인함.